# Laboulbenia coneglanensis
Laboulbenia coneglanensis Speg. – gatunek grzybów z rzędu owadorostowców (Laboulbeniales). Pasożyt owadów.

## Systematyka i nazewnictwo
Pozycja w klasyfikacji według Index Fungorum: Laboulbenia, Laboulbeniaceae, Laboulbeniales, Laboulbeniomycetidae, Laboulbeniomycetes, Pezizomycotina, Ascomycota, Fungi.
Gatunek ten po raz pierwszy opisał w 1891 r. Carlo Luigi Spegazzini. Synonimy:
- Laboulbenia coneglanensis subsp. grisea Speg., Redia 10: 48 (1914)
- Laboulbenia coneglanensis subsp. psittacea Speg., Redia 10: 48 (1914)

## Charakterystyka
Grzyb entomopatogeniczny, pasożyt zewnętrzny owadów. Notowany na chrząszczach (Coleoptera) z rodziny biegaczowatych (Carabidae) należących do rodzaju Harpalus. Nie powoduje ich śmierci i wyrządza im niewielkie szkody.